# تصريح أمني

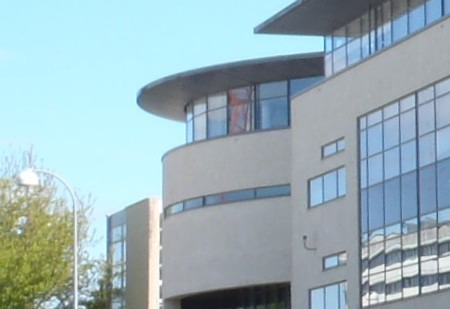

التصريح الأمني أو «الترخيص الأمني» هي حالة تُمنح لبعض الأفراد مما يسمح لهم بالوصول إلى المعلومات السرية (أسرار الدولة أو المنظمة) أو إلى المناطق المحظورة، وذلك بعد إلإجتياز والانتهاء من فحوصات شاملة معينة. يستخدم مصطلح «التصريح الأمني» أيضاً في بعض الأحيان في المؤسسات الخاصة التي لديها عملية رسمية لفحص الموظفين للوصول إلى المعلومات الحساسة. الترخيص بحد ذاته لا يكفي عادة للوصول؛ يجب أن تحدد المنظمة أيضاً أن الفرد الذي تم ترخيصه يحتاج إلى معرفة معلومات محددة، حيث لا يُفترض أن يُمنح أي شخص الوصول التلقائي إلى المعلومات المصنفة فقط بسبب الرتبة أو الوظيفة أو فقط لمجرد وجود هذا التصريح الأمني.

## كندا

### نبذة عامة
تخضع المعلومات المصنفة من قِبل الحكومة لمعايير مجلس الخزانة الخاصة بالفرز الأمني وقانون أمن المعلومات وقانون الخصوصية. ويتم إصدار التصريح الأمني فقط لأولئك الذين يُعتبرون مخلصين وموثوقين، وهم الذين قد تم السماح لهم بالوصول إلى المعلومات الحساسة. تم تعديل السياسة الخاصة ب«قانون الخصوصية» مؤخرًا في 20 أكتوبر 2014.
تتضمن الفحوصات الأمنية لإجراء عمليات فحص للسجلات الجنائية على أساس جميع الخصائص الجنائية مثلبصمات الأصابع لجميع المراحل والمستويات، واعتماداً على متطلبات الموعد الفردي، قد يتم إجراء عمليات التحقق من الائتمان والولاء والفحوصات الميدانية بواسطة RCMP و / أو CSIS .
يتم منح الإذن والترخيص بناءً على أنواع التعيينات، وذلك بواسطة إدارات أو وكالات حكومية فردية أو من قبل ضباط أمن الشركة الخاص. أولئك الذين لديهم عقود مع الأشغال العامة والخدمات الحكومية في كندا ملزمون ببرنامج الأمن الصناعي، وهو مجموعة فرعية من نظام الأفضليات المعمم.
للوصول إلى المعلومات السرية، يجب أن يتمتع الفرد على الأقل بحالة موثوقية قياسية عالية (انظر قسم التسلسل الهرمي أدناه). تعد عمليات التحقق من الموثوقية والتقييمات بمثابة شروط توظيف بموجب قانون التوظيف في الخدمة العامة ، وبالتالي، فإن جميع موظفي حكومة كندا لديهم على الأقل فحصوصات للموثوقية قبل تعيينهم. ومع ذلك، لا يخضع بعض موظفو الحكومة مثل حالات «أمر حسب الطلب» لهذه السياسة.
تكون عمليات التصريح في حالة الموثوقية والمستويات السرية صالحة لمدة 10 سنوات، في حين أن تصريح حالات المستويات السرية العالية يكون صالح وساري لمدة 5 سنوات فقط. ومع ذلك، تتمتع الإدارات بحرية طلب موظفيها للخضوع لفحص أمني في أي وقت ولأي أسباب معتقدة. نظراً بأن التصاريح الأمنية يتم منحها من قِبل دوائر فردية بدلاً من وكالة حكومية مركزية واحدة، يتم إلغاء عمليات التصريح في نهاية التعيين أو عندما ينقل الفرد خارج القسم المعين، ويمكن للشخص المعني بعد ذلك التقدم بطلب لإعادة تنشيط ونقل التصريح الأمني الخاص به إلى منصبه الجديد.

### التسلسل الهرمي
توجد هناك ثلاثة مستويات لفحص الأفراد، مع فئتين من الفرز الفرعي:
يتم الانتهاء من عمليات الفحص القياسية للأفراد الذين ليس لديهم وظائف لإنفاذ القانون والأمن والإستخبارات مع الحكومة، في حين أن الفحوصات المكثفة تكون للأفراد الذين لديهم وظائف قانونية وأمنية، أو حتى وظائف إستخباراتية وذلك من أجل الوصول إلى تلك البيانات أو المنشآت الحساسة.

#### الفحص الأمني
سوف يتعين على الأفراد الذين يحتاجون إلى الحصول على خدمات الدعم (RS) بسبب عملهم أو الوصول إلى الأصول المعلوماتية الحكومية الفيدرالية التوقيع على نموذج فحص الأفراد والموافقة والتفويض (TBS / SCT 330-23e).
- حالة الموثوقية، معيار RS
  - تتم عمليات التحقق من الموثوقية من خلال التحقق من البيانات الشخصية، والتحقق من السجلات الجنائية، والتحقق من عمليات الائتمان، والمؤهلات التعليمية والمهنية، وبيانات التوظيف السابقة والمراجع.
  - سيمنح هذا المستوى من التصريح الحق في الوصول إلى المستندات المخصصة التي تحمل علامات المعلومات / الأصول المحمية تحت بنود «الحاجة إلى المعرفة». يعتبر إلزامياً للأفراد عندما تتطلب واجبات أو مهام الوظيفة أو العقد الوصول إلى المعلومات والأصول المحمية، بغض النظر عن مدة المهمة.
- حالة الموثوقية (ERS)
  - بالإضافة إلى حالة الموثوقية، يلزم إجراء اختبارات قياسية معيارية وفحوصات مفتوحة المصدر واستبيان أو مقابلة أمنية.
  - سوف يمنح هذا المستوى من الترخيص الحق في الوصول إلى المستندات المخصصة التي تحمل علامات على المعلومات / الأصول المحمية A و B & C تحت بنود «الحاجة إلى المعرفة».

#### تصاريح أمنية
يتعين على الأفراد الذين يحتاجون إلى الوصول إلى معلومات أكثر حساسية (أو الوصول إلى مواقع الحكومة الفيدرالية الحساسة و / أو الأصول المعلوماتية الأخرى) بسبب عملهم التوقيع على نموذج التخليص الأمني (TBS / SCT 330-60e). هناك مستويان للتصريح وهما:
- سري
  - لا يتم منح التصريح السري إلا بعد التحقق من حالة الموثوقية، مع تقييم أمان إيجابي CSIS .
  - سوف يمنح هذا المستوى من الترخيص الحق في الوصول إلى المعلومات المحددة والمصنفة حتى المستوى السري على أساس الحاجة إلى المعرفة. يتمتع رؤساء الأقسام بالسلطة التقديرية للسماح للفرد بالوصول إلى معلومات ذات المستوى السري العالي ومن دون اللجوء بأخذ تصريح في كل حالة أو قضية.
  - فقط أولئك الذين لديهم تصريح سري مع فحص مكثف يمكنهم الوصول إلى معلومات C المحمية.
- سري للغاية
  - بالإضافة إلى الفحوصات في المستوى السري، سيتم إجراء الفحص الميداني قبل منح التصريح.
  - سوف يمنح هذا المستوى من الترخيص الحق في الوصول إلى جميع المعلومات المحددة والمصنفة على أساس الحاجة إلى المعرفة.

##### وصول الموقع
توجد فئتان إضافيتان تسمى بـ «حالة الوصول إلى الموقع» و «تصريح الوصول إلى الموقع» وهما ليسا لأغراض الوصول إلى المعلومات ولكنهما لأولئك الذين يحتاجون إلى الوصول المادي أو الفيزيائي إلى المواقع أو المنشآت والمناطق التي تحددها CSIS. وبشكل معقول جداً، من المتوقع أن تستهدف تلك الحالتين أولئك الذين يشاركون في الأنشطة التي تشكل تهديدا لأمن كندا. تشمل المناطق المعينة المنازل الحكومية والمساكن الرسمية للمسؤولين الحكوميين والبرلمان والمرافق النووية والمناطق المحظورة في المطارات والموانئ البحرية وأي أحداث واسعة النطاق ترعاها الحكومة الفيدرالية (مثل الألعاب الأولمبية الشتوية لعام 2010).
عندما تكون الموثوقية هي الشاغل الرئيسي، يتم إجراء فحص لحالة الوصول إلى الموقع (على غرار حالة الموثوقية، الفحص المعياري القياسي)؛ عندما يكون الولاء إلى كندا هو الشاغل الأساسي، يلزم الحصول على تصريح الوصول إلى الموقع (على غرار فحص التصريح السري). كلاهما صالح لمدة 10 سنوات.

### النطاق القانوني
قبل منح ترخيص الوصول إلى المعلومات، يجب على الفرد الذي تمت تبرئته التوقيع على شهادة فحص وإحاطة الفحص الأمني (TBS / SCT 330-47)، معربًا عن استعداده للالتزام بالعديد من قوانين البرلمان أثناء وبعد انتهاء تعيينه. أي شخص حصل على تصريح أمني وأصدر معلومات محددة / سرية دون إذن قانوني، ينتهك الثقة بموجب المادة 18 (2) من قانون أمن المعلومات مع عقوبة تصل إلى عامين في السجن. أولئك الذين لديهم حق الوصول إلى المعلومات التشغيلية الخاصة يتم اعتبارهم على مستوى أعلى ويعاقب على الإفراج عن هذه المعلومات بموجب القانون، وبموجب المادة 17 (2) من قانون أمن المعلومات ، الذي ينص على أن يخضع مخالف القانون بالسجن مدى الحياة.
تنص المادة 750 (3) من القانون الجنائي على أنه لا يوجد أي شخص مدان بجريمة بموجب المادة 121 (الاحتيال على الحكومة) أو المادة 124 (مكتب البيع أو الشراء) أو القسم 380 (الاحتيال - إذا كان موجها ضد صاحبة الجلالة) أو القسم 418 (بيع المتاجر المعيبة إلى صاحبة الجلالة)، بعد هذا الإدانة، تكون هنالك قدرة على التعاقد مع صاحبة الجلالة أو لتلقي أي مزايا بموجب عقد بين صاحبة الجلالة وأي شخص آخر أو لشغل منصب وكيل صاحب الجلالة ما لم يتم العفو مفروغا منه. (هذا يحظر بشكل فعال منح حالة الموثوقية لأي فرد من هذا القبيل.) 

## المملكة المتحدة

### أنواع التصريح الأمني القومي
تصاريح الأمن القومي هي تسلسل هرمي تنقسم على خمسة مستويات، اعتماداً على تصنيف المواد التي يمكن الوصول إليها:
1- المعيار الأساسي لأمن الموظفين (BPSS)
2- مكافحة الإرهاب (CTC)
3- معيار الأساس المعزز (EBS)،
4- فحص الأمان (SC) و
5- Vetting المتطورة (DV).
تعد BPSS بمثابة ترخيص الأمن القومي للمبتدئين، وكل من CTC و EBS هما تحسينان فعالان لـ BPSS ، مع CTC المتعلقة بالتحقق من القابلية للإقناع المتطرف، و EBS فيما يتعلق بالتحقق من القابلية للإقناع بالتجسس، والأخير مطلوب ل الوصول الخاضع للإشراف إلى المواد السرية. وتركز SC مرة أخرى على القابلية للإقناع بالتجسس، وهي مطلوبة للفرد حتى يتمكن من الوصول غير الخاضع للرقابة على المدى الطويل إلى المواد السرية SECRET والوصول العرضي إلى المواد التي تكون في غاية السرية TOP SECRET (TS) ، في حين أن الوصول المنتظم إلى TS مطلوب في DV.
يشترط على حاملي تصاريح الأمن القومي عادةً التوقيع على بيان مفاده أنهم يوافقون على الالتزام بقيود قانون الأسرار الرسمية (OSA). يشار إلى هذا باسم «توقيع قانون الأسرار الرسمية». ليس لتوقيع هذا النموذج أي تأثير على الإجراءات القانونية، حيث إن الفعل المطلوب هو الالتزام تحت أنظمة القانون وليس كونه عقداً، والأفراد ملتزمون به سواء وقعوا عليه أم لا. المقصود من توقيعه هو للتذكير بأن الشخص يكون تحت هذه الالتزامات. تحقيقًا لهذه الغاية، من الشائع التوقيع على هذا البيان قبل وبعد فترة التوظيف التي تتضمن الوصول إلى الأسرار.

### تاريخ التصريح الأمني القومي
بعد دخول الولايات المتحدة في الحرب العالمية الثانية، غيرت بريطانيا تصنيفاتها الأمنية لتتناسب مع تصنيف الولايات المتحدة. في السابق، شملت التصنيفات التصنيف الأعلى «الأكثر سرية»، لكن سرعان ما أصبح واضحاً أن الولايات المتحدة لم تفهم تماماً تصنيفات المملكة المتحدة، وظهرت المعلومات السرية في الصحافة الأمريكية. أدى ذلك إلى توحيد التصنيف بين المملكة المتحدة والولايات المتحدة.

### التصاريح الأخرى في المملكة المتحدة
بالإضافة إلى تصاريح الأمن القومي، تنص أنواع الأدوار والمؤسسات الأخرى إلى الحاجة إلى التصاريح، بما في ذلك:
- وصول المجموعات الضعيفة (بما في ذلك الأطفال)، على النحو الذي تديره خدمة الإفصاح والحظر (DBS)، ليحل محل مكتب السجلات الجنائية السابق (CRB) والسلطة المستقلة للحماية (ISA)
- إنفاذ القانون، مع التسلسل الهرمي لمستويات ضبط أفراد الشرطة (PPV) ومستوى ضبط أفراد من هم من غير الشرطة (NPPV)، والتي تتوافق بشكل واسع مع مستويات الترخيص الأمني القومي، ولكنها تختلف في التركيز في الغالب على القابلية للإجرام

## الولايات المتحدة الأمريكية
في الولايات المتحدة، التصريح الأمني هو قرار رسمي بأنه يجوز للفرد الوصول إلى المعلومات المصنفة من قبل حكومة الولايات المتحدة. تصاريح الأمان تتشكل على هيئة هرمية. يمنح كل مستوى في حق الوصول إلى المعلومات في هذا المستوى والمستويات الموجودة تحته. تتطلب عملية التراخيص إجراء تحقيق في المعلومات الخاصة بالفرد وتوقيع اتفاقية عدم الإفصاح. يتطلب الوصول إلى أي جزء معين من المعلومات تصريح يكون تحت بند «الحاجة إلى المعرفة». في بعض الحالات، يكون هذا الشرط رمزياً فقط، حيث يتم نشر بعض المعلومات المصنفة على نطاق واسع على شبكات آمنة. في حالات أخرى، هناك قرار رسمي يحتاج إلى المعرفة. بالإضافة إلى مثل هذا القرار، قد تتطلب برامج الوصول الخاصة والمعلومات الحساسة للمقصورة إجراء تحقيق إضافي وإصدار حكم بشأن صاحب الترخيص المحتمل.
إذا كان مقدم الطلب (طلب تصريح أمني) في حالة انتظار للحصول على تصريح أمني كامل، يجوز منح مقدم الطلب هذا تصريح أمان مؤقتاً لأجل غير مسمى، مما يتيح لمقدم الطلب الوصول إلى المعلومات المصنفة أثناء فحص التقديم الأصلي الذي يتم معالجته.
يمكن لرئيس الولايات المتحدة رفع السرية عن المعلومات المصنفة مسبقًا.

### السلطة
توجد سلطة لتصنيف المعلومات ومنح التصاريح الأمنية للوصول إلى تلك المعلومات في الأوامر التنفيذية (EOs) والقانون الفيدرالي الأمريكي. تم تصنيف معلومات الأمن القومي الأمريكية (NSI) بموجب EO 13526 ، لكن منذ اليوم العاشر بشهر يناير من عام 2017 تم تعديل القواعد من قبل جيمس كلابر كمدير تنفيذي للأمن في الأيام الختامية لإدارة الرئيس السابق «أوباما». يجوز تصنيف المعلومات بموجب هذا الأمر إذا قررت هيئة التصنيف أن إصدارها غير المصرح به قد يتسبب في ضرر للدفاع الوطني أو العلاقات الخارجية للولايات المتحدة. يمكن تصنيف المعلومات المتعلقة بالأسلحة النووية والمواد الانشطارية بموجب قانون الطاقة الذرية لعام 1954 (AEA). يتم منح هذه الموافقات فقط من قبل وزارة الطاقة. تتم المحاذاة إلى حد كبير بعملية التصريح للوصول إلى معلومات NSI أو AEA. بموجب EO 12968 ، تتطابق إرشادات التحقيق والفصل الخاصة بـ NSI و AEA. يتيح ذلك المعاملة بالمثل بين عمليات تصفية NSI و AEA ، على الرغم من وجود بعض الاستثناءات.
تعتبر معايير الأمر التنفيذي 12968 في الولايات المتحدة الأمريكية ملزمة لجميع الوكالات الحكومية بالولايات المتحدة الأمريكية التي تتعامل مع المعلومات السرية، لكنها تسمح لبعض رؤساء الوكالات بتأسيس برامج وصول خاصة (SAPs) بمتطلبات إضافية، ولكن ليست ازدواجية واستقصائية وفصل قضائي. تعد أنظمة التحكم في المعلومات الحساسة للمجتمعات الذكية (SCI) من عائلة SAPs ، ويجب منح أهلية SCI قبل الوصول إلى أي نظام أو حجرة تحكم معينة (قد تتطلب تحقيقاً إضافياً أو إصدار حكم قضائي). يتم وصف سياسة الأهلية SCI في توجيه مجتمع الذكاء 704 وإرشادات سياسة التنفيذ الخاصة به داخل مجتمع الاستخبارات، ويكون الوصول إلى معلومات SCI أكثر شيوعاً بكثير من «معلومات ضمان السرية القصوى»، وبالتالي فإن العملاء سيضمون بشكل روتيني SCI في منتج TS ، فقط للتأكد من أنها لا تضطر إلى تلبية متطلبات المساءلة «من المهد إلى اللحد» لمعلومات Collateral TS. يجب أن يوافق مكتب الإدارة والميزانية على أي تدابير إضافية في التراخيص المصدرة من SAPs ، والتي اقتصرت عموماً هذه التدابير على أجهزة كشف الكذب، واستبعاد الأشخاص ذوي أفراد الأسرة المباشرين من غير الولايات المتحدة، والتي تتطلب مزيداً من عمليات إعادة التحقيق المتكررة، وتتطلب تحديثات سنوية لاستبيانات الأمان .

### التسلسل الهرمي
يتم منح التصريح الأمني للفرد ويعتبر بشكل عمومي على أنه ملتزم ومخلص لجميع مستويات التصريح الأمني. تتضمن الاستثناءات مستويات أعلى من الوصول المقسم أو عندما يتم إزالة الفرد لنوع معين من البيانات. يجوز منح رئيس الولايات المتحدة إمكانية الوصول إلى أي معلومات حكومية أو عسكرية يطلبونها إذا كانت هناك «حاجة ملحة» مناسبة، حتى لو كانوا غير قادرين على الحصول على تصريح أمني، عادة ما لم يكونوا هم الرئيس. لا يعني الحصول على تصريح أمني بمستوى معين أن الوصول التلقائي إلى المعلومات التي تم كشفها لمستوى الترخيص أو منحها هي حق للوصول إليها في حالة عدم وجود «حاجة إلى معرفة» مثبتة. يتم تحديد «الحاجة إلى المعرفة» المثبته بواسطة «مسؤول الكشف والفحص»، الذي قد يعمل في مكتب منشأ المعلومات. يجب أن تكون «الحاجة إلى المعرفة» المحددة مرتبطة بمهمة المستخدم المحتمل، أو ضرورية لسلامة جهاز أمن محدد.

#### السيطرة والتحكم الغير مصنف
لا يعتبر «التحكم غير المصنف» أو السيطرة الغير مصنفة على أنها تعييناً للتصفية، ولكنها تعتبر بمثابة مستوى من التصريح الذي يتم فيه التحكم في توزيع المعلومات. التحكم غير المصنف يعين المعلومات التي قد تكون غير قانونية لتوزيعها، وتتوفر هذه المعلومات عند الحاجة من قِبل الموظفين الحكوميين مثل موظفي وزارة الدفاع الأمريكية (DoD)، لكن التعيين يشير إلى أنه لا ينبغي إعادة توزيع المعلومات على المستخدمين غير المعينين لإستخدامها على أساس تشغيلي. على سبيل المثال، يمكن تعيين تنظيم عمليات نظام تقنية المعلومات على أنه «غير مصنف» للمستخدمين الذين لا تعتبر التفاصيل التشغيلية للنظام الخاصة بهم مهمة.

#### الموقف من الثقة العامة
على الرغم من الاعتقاد الخاطئ الشائع، فإن هذا التصنيف ليس تصريحاً أمنياً، وليس هو نفسه التعيين السري. بعض المواقف تتطلب الوصول إلى المعلومات الحساسة، ولكن ليس المعلومات المصنفة، يجب أن تحصل على هذا التعيين من خلال فحص جنائي عن الفرد، وفي الولايات المتحدة الأمريكية، يمكن أن تكون مراكز الثقة العامة إما متوسطة المخاطر أو عالية المخاطر.

#### السرية
هذا التسلسل الهرمي هو أول تصريح أمني يمكن للفرد الخضوع فيه، ويتطلب عادةً بضعة أسابيع إلى بضعة أشهر من التحقيق. يتطلب الترخيص السري تحقيقاً في NACLC يعود إلى 7 سنوات في سجل الفرد ويجب تجديده (مع تحقيق آخر) كل 15عاماً.

#### سري
يتطلب التصريح السري والمعروف أيضاً باسم السرية أو السرية العادية، بضعة أشهر إلى سنة للتحقيق، اعتماداً على أخذ النبذة العامة لكل فرد. وفي بعض الحالات، من الممكن أن يستغرق فيها الأفراد وقتاً أطول من المعتاد ليتم التحقيق في العديد من المساكن السابقة، أو الإقامة في بلدان أجنبية، أو أقارب خارج الولايات المتحدة، أو علاقات مهمة مع مواطنين غير أمريكيين. إضافة إلى ذلك، إذا كان على الفرد فواتير غير مدفوعة أو هنالك بعض التهم الجنائية عليه، سوف يكون من المحتمل جداً ومن المرجح أن يتم رفض مقدم الطلب وعدم الموافقة عليه. ومع ذلك، سيتم تقييم حالات الإفلاس على أساس كل حالة وطلب على حدة، ولن يكون صاحب الطلب غير مؤهل تلقائيًا. إن التواريخ والسوابق المالية السيئة هي السبب الأول للرفض، كما أن الأنشطة الأجنبية والسجل الجنائي من الأسباب الشائعة لنزع الأهلية. التصريح السري يتطلب NACLC ، والتحقيق في الائتمان؛ كما يجب إعادة التحقيق فيها كل 10 سنوات. متطلبات التحقيق في تصاريح DoD ، والتي تنطبق على معظم حالات المقاول المدني، ترد في إصدار برنامج أمن الموظفين المعروف باسم DoD Regulation 5200.2-R ، في الجزء C3.4.2.

#### سري للغاية
سري للغاية هو التصريح الأكثر صرامة. وغالباً ما تُعطى عمليات التراخيص السرية للغاية أو «الترخيص الفني» كنتيجة للتحقيق في أخذ النبذ على النطاق الأحادي أو SSBI. تتيح تصاريح Top Secret بشكل عام وصولاً واحداً إلى البيانات التي تؤثر على الأمن القومي أو مكافحة الإرهاب / مكافحة التجسس أو غيرها من البيانات الحساسة للغاية. الجدير بالذكر أنه هناك عدد قليل من الأفراد الذين لديهم تصاريح من نوع TS من الموافقات السرية. وقد يستغرق الحصول على تصريح TS من 3 إلى 6 أشهر، لكن غالباً ما يستغرق من 6 إلى 18 شهرًا. في معظم الحالات، يخضع الفرد الحاصل على تصريح من Top Secret لإعادة التحقيق في فترة SSBI (SSBI-PR) كل خمس سنوات.

#### المقصورات
كما هو الحال مع تصاريح TS ، لا يتم تخصيص تصاريح المعلومات الحساسة (SCI) إلا بعد المرور في عمليات البحث القصوى والمكثفة التي تتم عن طريق أخذ النبذة الخلفية عن النطاقات الأحادية، وعملية قضائية خاصة لتقييم التحقيق. الوصول إلى SCI يتم تعيينه فقط في حالات «المقصورات» المحددة. يتم فصل وتمييز هذه المقصورات بأخذ الضرورة عن كل العناصر التي تتعلق بالمنظمة، بحيث لا يمكن بأن تكون الضرورة للشخص الذي لديه حق الوصول إلى مقصورة واحدة الوصول إلى أخرى. قد تتضمن كل مقصورة متطلباتها الإضافية الخاصة وعملية الترخيص الخاص بها، ويمكن منح الفرد حق الوصول إلى المقصورة أو قراءتها لأي فترة زمنية.
قد تكون هناك حاجة إلى تصريح سري للغاية وذلك للوصول إلى:
- الاستخبارات والاتصالات، مجموعة فرعية من SIGINT
- تصميم أو تخزين معلومات حول الأسلحة النووية
- الاستهداف النووي

يمكن التعبير عن هذه الموافقات المقسمة كـ "John has a TS / SCI"، حيث يتم توضيح جميع مواصفات التصفية شفهياً. على سبيل المثال، استخدمت وكالة الأمن القومي الأمريكية ذات مرة المصطلحات المتخصصة مثل "Umbra"،  وقد تم الإبلاغ عن هذا التصنيف كحجرة داخل قسم «المخابرات الخاصة» في SCI. تم تبسيط مقصورات مختلفة لضمانات الأمن السلبية وجميع المقصورات الأكثر حساسية ما عدا "CCO" حيث تعني «التعامل من خلال قنوات COMINT فقط».
اطلقت وزارة الدفاع الأمريكية، بشكل منفصل عن مقصورات الاستخبارات، برامج الوصول الخاصة (SAP) عندما أخذ بعين الاعتبار أن ضعف المعلومات قد يكون متواجد لجهة محددة استثنائية ولا تعتبر المعايير العادية لتحديد أهلية الوصول المطبقة على المعلومات المصنفة على نفس المستوى كافية للحماية المعلومات من الكشف غير المصرح به. عادةً ما يتم تقليل عدد الأشخاص الذين يتم تصريحهم للوصول إلى مثل هذه البرامج. المعلومات المتعلقة بتقنية التخفي، على سبيل المثال، غالباً ما تتطلب إلى مثل هذا الوصول.
تشمل التصاريح الخاصة بكل منطقة:
- تصريح الوصول (L) (وزارة الطاقة)
- تصريح الوصول (Q) (وزارة الطاقة)
- تصريح يانكي وايت (Yankee White) (مخصص للعمل مع الرئيس ونائب الرئيس)

### الوظائف التي تتطلب التصاريح
أي شخص لديه حق الوصول إلى البيانات المصنفة يحتاج إلى تصريح عند أو أعلى من المستوى الذي يتم فيه تصنيف البيانات. لهذا السبب، هناك حاجة إلى تصاريح أمنية لمجموعة واسعة من الوظائف، من الإدارات العليا إلى الحراسة . وفقا لمقال نشر في «واشنطن بوست» بعام 2013، أكثر من 1.5 مليون أمريكي يحملون تصاريح سرية للغاية ؛ ما يقرب من ثلثهم يعملون في شركات خاصة، عوضاً عن العمل الحكومي في الولايات المتحدة .
الوظائف التي تتطلب تصريحاً أمنياً يمكن العثور عليها إما في وظائف تعمل مباشرة في قطاعات الحكومة الفيدرالية أو كمقاولين اتحاديين معتمدين. مع مرور الوقت، يتم الاستعانة بمصادر خارجية لمزيد من فرص الترخيص. نظراً للنقص الكلي في المرشحين الذين تم إخلائهم من الأمن والإطار الزمني الطويل للحصول على أوراق اعتماد الموظف غير المرخص، فإن أصحاب التصاريح غالباً ما يحصلون على رواتب أكثر من نظرائهم المكافئين،  ووفقًا لأحد التقديرات والأبحاث التي أجريت بعام 2010، «الأشخاص الذين لديهم تصاريح أمنية هم في قائمة أعلى 10 في المائة من العاملين بالأجور في الدولة».

### متطلبات التصريح
عادةً ما يتم إجراء عملية «التدقيق» للحصول على تصريح أمني فقط عندما يتم توظيف شخص ما أو نقله إلى منصب يتطلب الوصول إلى معلومات سرية. الموظف عادة يُطلب منه التبصيم ويطلب منه تقديم معلومات عن نفسه، حيث تصبح هذه نقطة انطلاق للتحقيق في مدى ملائمة المرشح من عدمها. تم تبسيط العملية وتتطلب الآن من الشخص الذي يحتاج إلى تصريح إدخال المعلومات عبر الإنترنت باستخدام E-qip ؛ مما يسمح له فقط بخمسة أيام كمدة لإدخال البيانات. يمكن أن يكون الحصول على النموذج الورقي الأقدم مفيداً في جمع المعلومات وتنظيمها مسبقاً. يتم تخزين المعلومات المتعلقة بالتحقيق وحالتها في JPAS أو Scattered Castles.
عادة ما يكون العمل البحثي والإستكشافي الدقيق هو على الأقل أحد الأنواع التالية:
- التحقيق في الوكالة الوطنية مع التحقيق في الوكالة المحلية والتحقيق من الائتمان (NACLC). مطلوب NACLC للوصول السري، L ، والسرية.
- التحقيق لأخذ النبذة الخلفية في أنظمة النطاق الواحد (SSBI). مطلوب SSBI للوصول إلى Top Secret و Q و SCI ، ويشمل وكلاء الاتصال بأصحاب العمل وزملاء العمل والأفراد الآخرين. وتشمل العناصر المعيارية فحوصات الموظفين؛ التعليم؛ الانتماءات المنظمة ؛ وكالات محلية ومعايير عن كيفية حياة الفرد وعمله وأين يقطن وأين عمل أو هل يذهب إلى المدرسة أم لا؛ والمقابلات مع الأشخاص الذين يعرفون الفرد. قد يشمل التحقيق NACLC على الزوج أو المرشح المعيشي وأفراد الأسرة المباشرين من مواطني الولايات المتحدة بخلاف الولادة أو الذين ليسوا مواطنين أمريكيين.
- جهاز كشف الكذب. قد تتطلب بعض الوكالات فحوصات عن طريق جهاز كشف الكذب. أكثر الفحوصات شيوعاً في هذا المجال هي: جهاز كشف الكذب المضاد (CI) والكذب الكامل (Lifestyle). في حين أن SSBI يكفي للوصول إلى المعلومات على مستوى SCI ، إلا أن أجهزة كشف الكذب تدار بشكل روتيني من أجل الوصول «مثل الموظفين» إلى وكالات معينة.

في حالة ظهور مشاكل مهمه أثناء أي مرحلة من مراحل معالجة الأمان، يتم توسيع التغطية لحل تلك المشكلات. في المستويات الأدنى، قد يتم إصدار تصاريح مؤقتة للأفراد الخاضعين للتحقيق حالياً ، ولكن بشرط اجتياز العمليات الأولية التلقائية. تتضمن هذه العمليات التلقائية أشياء مثل فحوصات الائتمان وفحوصات جنائية وما إلى ذلك. قد يتم رفض الحصول على تصريح مؤقت (على الرغم من أنه قد لا يزال يتم منح تصريح نهائي) بسبب وجود قدر كبير من الديون ،  أو وجود زوج أجنبي ، أو لأنه اعترف بزيارة طبيب لحالة الصحة العقلية، أو لأنه تم الكشف عن عناصر أخرى ذات أهمية أمنية (مثل السجل الجنائي أو تاريخ تعاطي المخدرات.). عندما تنشأ هنالك مخاوف أمنية حول الفرد المرشح للحصول على التصريح الأمني، والتي من الممكن بأن هذه المخاوف قد تمنعه من الحصول على تصريح أمني ، فقد يتم إعادة النظر فيه كمنظور شخصي كامل وذلك للتخفيف عنه وإزالة الشبهات والمخاوف حتى يتمكن المسؤولين بمنح فرصة لهذا الشخص لكي يحصل على تصريح أمني.
لم يعد من المفترض أن تتكرر التحقيقات الفيدرالية التي تجريها إحدى الوكالات الفيدرالية عندما تكون هذه التحقيقات جارية في غضون 5 سنوات وتفي بنطاق ومعايير مستوى التصريح المطلوب. يمكن أن تكون عملية الترخيص الأمني عالية المستوى طويلة ، وقد تستغرق أحياناً سنة أو أكثر. في السنوات الأخيرة ، كان هناك زيادة في القضايا المتراكمة التي تعزى إلى المناخ الاقتصادي. لقد ذُكر أن الوقت الطويل اللازم لإلغاء تعيين المعينين الجدد يعيق عملية الانتقال الرئاسية.

### إحاطات أمنية
في الولايات المتحدة الأمريكية ، بمجرد منح الإذن وإصدار التصريح الأمني ، يتم اطلاع المرشح على «الحماية المناسبة للمعلومات السرية والعقوبات الجنائية والمدنية والإدارية التي قد تُفرض على فرد لا يحمي المعلومات السرية من الكشف غير المصرح به.» هو أو هي مطلوبة أيضًا لتوقيع اتفاقية عدم إفشاء معتمدة (على سبيل المثال ، نموذج SF-312). تتم مراجعة الموافقات عالية المستوى بشكل دوري ويمكن لأي تقارير «معلومات سلبية» يتم تلقيها في أي وقت أن تؤدي إلى المراجعة. عندما يغادر الشخص الذي تم ترخيصه وظيفته ، فغالباً ما يتم «استخلاصه» - وهو مدرك لالتزاماته المستمرة بحماية المعلومات التي سُمح له برؤيتها ، والعواقب المحتملة التي قد يواجهونها إذا لم يتم التصرف وفقاً لذلك. بناءً على بند رقم 3 من NISPOM ، يتعين على الموظفين الذين تم ترخيصهم حديثاً تلقي إحاطة أمنية أولية قبل الوصول إلى المعلومات السرية. يساعدهم هذا التدريب في فهم التهديد والمخاطر التي تهدد المعلومات المصنفة وكيفية حماية المعلومات المصنفة وإجراءات الأمن والواجبات أثناء تطبيقها على وظائفهم. يتبع هذا التدريب تدريب تنشيطي يعزز الإحاطة الأمنية الأولية.

### الجنسية المزدوجة
ترتبط المواطنة المزدوجة (تعدد الجنسيات) بفئتين من المخاوف الأمنية الا وهما : التأثير الأجنبي والتفضيل الأجنبي. المواطنة المزدوجة في حد ذاتها ليست المشكلة الرئيسية في الحصول على تصريح أمني في الولايات المتحدة أو الاحتفاظ به. إذا كانت الجنسية المزدوجة لمقدم طلب التخليص الأمني «تعتمد فقط على جنسية الوالدين أو ولادة في بلد أجنبي»، فقد يكون ذلك شرطًا مخففاً. ومع ذلك ، فإن ممارسة (الاستفادة من استحقاقات) المواطنة غير الأمريكية يمكن أن يسبب مشاكل. على سبيل المثال ، يعد امتلاك و / أو استخدام جواز سفر أجنبي شرطاً لعدم قبول الأهلية في التصريح الأمني و «لا يتم التغاضي عنه لأسباب تتعلق بالراحة الشخصية أو السلامة أو متطلبات القانون الأجنبي أو هوية البلد الأجنبي» كما هو موضح بشكل صريح في مذكرة سياسة وزارة الدفاع التي تحدد مبدأً توجيهياً يشترط «رفض أو إلغاء أي تصريح إلا إذا سلم مقدم الطلب جواز السفر الأجنبي أو حصل على إذن رسمي لإستخدامه من الوكالة المختصة في حكومة الولايات المتحدة». وقد أعقب هذا المبدأ التوجيهي في القرارات الادارية من قبل وزارة الدفاع و مكتب الدفاع من جلسات الاستماع والاستئناف (DOHA) وأدى إلى مراجعة التخليص الأمن الصناعي (ISCR)، الذي يقرر الحالات التي تنطوي على التصاريح الأمنية لموظفي المقاول بالقيام بأعمال تصنف تحت مسؤوليات وزارة الدفاع (DoD). في إحدى هذه الحالات ، كان هنالك قاضي إداري قضى بأنه يتفق مع المصلحة الوطنية للولايات المتحدة في منع طلب الحصول على تصريح أمني لمقدم الطلب الذي يحمل جنسية مزدوجة في الولايات المتحدة وإيرلندا. يمكن لـ (DOHA) أن تبت في القضايا التي تنطوي على منح التصاريح الأمنية.

## الأمم المتحدة
لدى الأمم المتحدة إجراء للترخيص الأمني (SC) ووثيقة لموظفي الأمم المتحدة الذين يسافرون إلى مناطق محددة كمناطق للمرحلة الأمنية ، وتتراوح الأعداد من واحد إلى خمس (مناطق «لا توجد فيها مرحلة» هي دول هادئة سلمية ولا تتطلب منها اتفاقية أمنية).
يمكن لموظفي الأمم المتحدة التقدم بطلب للحصول على SC عبر الإنترنت ، على الموقع الإلكتروني لإدارة الأمن والسلامة .

## الأفراد الذين لديهم تصاريح أمنية ملغية
في حقبة ما بعد الحرب العالمية الثانية، كان هناك العديد من حالات الدعاية والمثيرة للجدل في كثير من الأحيان للمسؤولين أو العلماء الذين ألغيت تصاريحهم الأمنية ، بما في ذلك:
- جون ا. برينان
- ساندي بيرغر
- جون ام ديوتش
- توماس أندروز دريك
- عبد المنعم الجنايني
- مايكل ت فلين
- ون هو لي
- روبرت أوبنهايمر
- الدريك سوسييه [39]
- إدوارد سنودن
- آلان تورينج (المملكة المتحدة)
- تشيان زوسن

لا تغطي هذه القائمة الأشخاص الذين انتهت مدة صلاحية تصريحهم الأمني بعد تغيير وظائفهم.

## إنظر أيضاً
- فحص النبذة الخلفية
- التقسيم (الذكاء)
- قائمة شروط الترخيص الأمني الأمريكي
- الرأي الاستشاري الأمني